# Голокост у Хоролі
Голоко́ст у Хоро́лі — це систематичне винищення євреїв на території міста Хорол (місто у Полтавській області, адміністративний центр Хорольського району), окупованого нацистською Німеччиною у роки Другої світової війни.

## Друга світова війна. Голокост
Згідно з переписом населення 1939 року, у Полтавській області мешкало 46 928 євреїв. У місті Хорол мешкав 701 єврей.
13 вересня 1941 року місто було окуповане німецькими військами. Хорол став центром Хорольського ґебіту — адміністративної округи Генеральної округи Київ, яка, в свою чергу, була складовою Райхскомісаріату Україна.
У жовтні 1941 року на території Хорольського елеватора і цегельного заводу німецька окупаційна адміністрація організувала табір військовополонених (Дулаг 160). У «акті про злочини фашистів в таборі смерті м. Хорола» зазначалося, що військовополонені і цивільне населення назвали цей табір — табором смерті. Існує й інша назва табору «Хорольська яма». За час існування табору (20 вересня 1941 по 15 вересня 1943 року) загинуло приблизно 90 тис. людей, це були і військовополонені, і цивільне населення, включно з євреями.
До табору приїхав лікар Фрюхте (точна дата приїзду невідома). За його наказом відібрали багатьох поранених і перевезли в «лазарет». Він робив «операції» пораненим і хворим. Майже ніхто не повертався з цієї «операційної». Згідно з вищезгаданим «актом про злочини» смертність в «лазаретах» досягла 600 чоловік в місяць. Щодо євреїв у цьому документі зазначалося, що німці жорстоко поводилися з ними. Кожного, хто був схожий на єврея, вони вимазували фарбою, малювали зірку на спині.
У середині жовтня поліцейський загін Росія-Південь разом із батальйоном 45 і 303 отримав завдання виконувати так звані «завдання з чистки» в районі Яготин-Золотоноша-Градизьк-Хорол-Лубни. При цьому 45-й батальйон у період протягом 23.10 до 13.11.1941 знаходився в Хоролі. У «обвинительном заключении прокуратуры Регенсбург от 2 февраля 1970 г. по делу Розенбауэра, Бессера и Кройцера» про діяльність цього батальйону зазначалося наступне:
В то время, когда батальон находился в Хороле и уже имел задание продвинуться в Полтаву, обвиняемый Розенбауэр приказал обвиняемому Бессеру убить еще имеющихся в Хороле евреев. Бессер связался с тамошним ненецким городским комендантом, который велел напечатать и расклеить плакаты, в которых еврей-жители города […] призывались явиться в определенное время и на определенные сборные пункты для эвакуации, причем они должны взять с собой документы, деньги, ценности, а также одежду и продовольствие […] В качестве места казни была избрана ложбина примерно в 600 м от выезда из города.
Таким чином у жовтні німецький комендант Хорола Бренеке видав наказ, в якому євреям міста було наказано зібрати цінні речі, теплий одяг та їжу на два дня і зібратися на Базарній площі для відправлення до Лубен. На площу з'явилося близько 460 євреїв. Під конвоєм їх відправили Лубенським шосе. Коли вони підійшли до яру, що за містом, німці наказали звернути з дороги. Євреїв було розстріляно, ця «єврейська акція» відбулася 28 жовтня 1941 року. Розстріл провела 2-га рота 45-го резервного поліцейського батальйону, який перебував у Хоролі з 25 жовтня 1941 року. Командиром роти був старший лейтенант поліції оберштурмфюрер СС Енгельберт Кройцер, командиром батальйону — майор поліції штурмбаннфюрер СС Мартін Бессер. Батальйон входив до складу поліцейського полку «Південь», яким командував підполковник поліції Рене Розенбауер. Умови розстрілу описані у висновку у справі 45-го батальйону:
По этому призыву городского коменданта явились со своим имуществом самое меньше 100, если не 200 человек. Это были, в основном, старики, также имелись женщины и дети. Затем они пешком были направлены членам 2-й роты на место казни […] Когда евреи пришли на место казни, у них отобрали их имущество, они также должны были раздеться до рубашек. Затем жертвы гуськом были направлены в ложбину, в которой уже выстроились стрелки, и там должны были лечь животом на землю. Их убивали выстрелом в затылок. Когда жертва была застрелена, следующая должна ложиться рядом или, позднее, на трупы. Обвиняемый Бессер наблюдал за казнью. Кройцер, руководивший деятельностью своей роты, сам отправился в ложбину и также стрелял. Отобранные у евреев предметы позднее были розданы населению….
Згідно з актом Надзвичайної державної поліції було розстріляно 460 євреїв, при чому «дітей відвели всіх вбік і помазали під носом отрутою».
Лев Євселевський у своїй статті «Нацистський геноцид щодо євреїв на Полтавщині та місцеве населення» зазначає, що в документі (ймовірно йдеться про звіт надзвичайної державної комісії зі встановлення та розслідування злочинів німецько-фашистських загарбників) відзначені прізвища винуватців цього злочину. Це були обласний комісар німецького командування в м. Хоролі Ейзеник, начальник гестапо капітан Дітман, начальник таборів військовополонених капітан Зінгер, його помічник унтер-офіцер Міллер, єфрейтор Пудек, обер-єфрейтор Ганс, німецькі лікарі Фрюхте і Шредер, зрадник Гебешко та інші.
Згідно зі свідченнями колишнього члена зондеркоманди «Плат» Фріца Кастіллона (Fritz Castillon), на Великдень 1942 року команда також провела розстріл євреїв у місті Хорол:
В Хороле экзекуционная команда была в том же составе, что и в Лубнах…Всей казнью руководил Плат. Все приготовления там уже были сделаны членами ортскомендатуры. Ямы уже были вырыты на местности, находившейся в 20 минутах от Хорола. Речь шла о яме примерно 20 м длиной и 6-8 м шириной. Глубина по моей оценке была метра два. Плат заранее должен был доложить о себе в гарнизонной комендатуре в Хороле, так как члены этого ведомства и украинская милиция должны были согнать еврейское население г. Хорол… Наша команда под руководством Плата уже полчаса находилась у ямы, когда украинская милиция доставила евреев. Это были мужчины, женщины и дети, т.е. целые семьи… Расстрел длился примерно с 11.00 до темноты. Я сам занимался тем, что заполнял магазины стрелков. По этой причине я находился в самой яме. Я припоминаю, что из 1-го взвода там также был wm. [вахтмейстер] Фриц Буш…Он вместе со мной должен был заполнять магазины. Расстрелы производились из немецких автоматов и позднее также из русских автоматов. Немецкие автоматы отказали. Само собой разумеется, что и из немецких автоматов можно было производить одиночные выстрелы, однако они из-за частой стрельбы настолько нагрелись, что при переключении на одиночные выстрели давали непрерывный огонь….
Ймовірно, місцеві жителі надавали допомогу євреям, яким вдалося уникнути розстрілів. Саме тому німецька окупаційна влада розповсюдила наступне звернення (документ без дати, ймовірно це 1942 рік) (правопис збережено):
«До населення Хорольського гебіту»
"Жидівсько-большевицький ворог всіма засобами намагається залишитися в живих. Але підтримування порядку та безпека є перша передумова для відбудови в гебіті. Тому не можна терпіти, щоб окремі ворожі агенти і провокатори спричиняли неспокій.
Я категорично вказую на те, що вся сім'я заплатить своїм життям, якій буде доведено, що один з її членів: а) пустив приїжджого переночувати, неповідомивши перед цим бургомістра;
б) в будьякий спосіб сприяв приїжджому, чи то через підтримку харчами, чи то через передачу документів, чи то через подачу відомостей.
Тому українці, негайно сповіщайте про цих підозрілих осіб бургомістра або поліцію і ви позбавите себе від великого горя….
У джерелах зафіксовані декілька випадків, коли старости з ближніх сіл приходили до Хорольського табору і, ймовірно, шляхом підкупу німецької адміністрації, домагалися, щоб з табору відпустили знайомих, односельців, в деяких випадках і зовсім незнайомих людей. У такий спосіб був врятований, наприклад, Абрам Резніченко.
Точна кількість євреїв, які загинули у роки нацистської окупації Хорола, залишається дискусійною. Всього в Полтавській області за роки німецької окупації було вбито більш ніж 13000 євреїв.